# (918) Itha
(918) Itha es un asteroide perteneciente al cinturón de asteroides descubierto el 22 de agosto de 1919 por Karl Wilhelm Reinmuth desde el observatorio de Heidelberg-Königstuhl, Alemania.
Está posiblemente nombrado por una chica del calendario Lahrer Hinkender Bote.